# La Bamba (TV-program)
För låten och filmen med samma namn, se La Bamba (sång) och La Bamba (film)
La Bamba är ett svenskt TV-program med premiär den 17 mars 2014 i Kanal 5 med Filip Hammar och Fredrik Wikingsson som programledare.
Programmets idé är att Fredrik ska se till att Filip får leva ut sina drömmar och i varje avsnitt lära känna en ny person. I första avsnittet får Filip predika i en fullsatt kyrka i den amerikanska södern som en karismatisk pastor med en entusiastisk församling fylld av musik. Därefter ska han leva andligt med munkar på ett silent retreat, träna ett basketlag och försöka bli vän med en ungdomsliga i slumområdet Compton, bli dominerad av en dominatrix, och leva som en cowboy i Arizona.

## Avsnitt
| Nr | Titel                               | Originalvisning | Tittarsiffror |
| -- | ----------------------------------- | --------------- | ------------- |
| 1  | "Livet som pastor"                  | 17 mars 2014    | 186 000       |
| 2  | "Livet som cowboy"                  | 24 mars 2014    | 160 000       |
| 3  | "Livet som förnedrad"               | 31 mars 2014    | 143 000       |
| 4  | "Livet som förebild"                | 7 april 2014    | 132 000       |
| 5  | "Filip och apan"                    | 14 april 2014   | 190 000       |
| 6  | "Filip & Fredrik åker till Jamaica" | 21 april 2014   | 114 000       |
| 7  | "Leva som en hippie"                | 28 april 2014   | 129 000       |
| 8  | "Filip som gatuunderhållare"        | 5 maj 2014      | 114 000       |
| 9  | "Övervintrad"                       | 12 maj 2014     | 145 000       |
| 10 | "Resan summeras"                    | 19 Maj 2014     | 149 000       |